# Импровизација (музика)
Импровизација (фр. improvisation)настаје када инструменталиста или певач компонује на лицу места без припреме и без нота.
За свирача или певача који импровизује кажемо да је импровизатор (импровизаторка).

## Две врсте импровизације
Постоје две врсте импровизације:
1. Потпуна — то је аутентично дело тренутка музичког извођача.
2. Делимична — када извођач импровизује на основу постојећег мелодијског и хармонског обрасца.

## Историјски аспект импровизације
У историји класичне музике импровизација је била веома цењена. Многи велики и познати композитори знали су на концерту да одсвирају-импровизирају (обично је то било на клавиру) цели један музички облик. То је био њихов прави „специјалитет” који је публика жељно очекивала. Посебно су им биле омиљене солистичке каденце, које су стварали на лицу места користећи тематски материјал из концерта који су изводили.

## Заступљеност импровизације у музичким жанровима
И данас, као и раније, импровизација је веома цењена. Заступљена је готово у свим музичким жанровима. Засигурно је једна од главних одлика џеза, у коме је нашла највећу употребу.
Доста мање се користи у класичној, забавној и народној музици.

## Главне одлике импровизације и импровизатора
Импровизација се сматра великом уметношћу јер је за њу потребна изузетна музикалност и велики смисао и стваралачка надареност са непресушним извором вечито свежих идеја.
Извођач у импровизацију уноси властите идеје које морају бити увек нове, једноставне, логичне, природне, надахнуте, богате и најважније — јединствене и оригиналне.
Сем поменутог, музичар који импровизује мора добро да зна теорију музике и музичке стилове. Овакви уметници су малобројни и често су врло ангажовани захваљујући управо свом умећу.